# Johanna Budwig
Dr. Johanna Budwig (30. rujna 1908. – Freudenstadt 19. svibnja 2003.), njemačka kemičarka i izumiteljica papirne kromatografije za masnoće u krvi.
Studirala je farmaceutsku kemiju i fiziku, doktorirala 1936., odnosno 1938. godine. U to je vrijeme bila znanstveni asistent kod profesora Hansa Kaufmanna, tada vodećeg znanstvenika za kemiju masnoća (1889. – 1971.) na Sveučilištu u Münsteru. Nakon rata godine 1949. nastavila je raditi s dr. Kaufmannom u Njemačkom institutu za istraživanje masnoća.
Zahvaljujući svom znanju kvantne fizike i problematike u vezi ispitivanja krvi, izumila je način detektiranja masnoća u krvi 1951.g. To je bila primjena papirne kromatografije. Na taj se je način mogao početi istraživati metabolizam masnoća, i detektirati prisustvo svake pojedine masne kiseline u krvi, do veličine od jednog mikrograma.
Primjenom svojih metoda shvatila je biokemijsku važnost esencijalnih masnih kiselina (linolne i linolenske) u respiraciji ljudske stanice (metabolizmu stanice). Primijetila je da ih membrane tumorskih stanica (kod oboljelih od raka) ne sadrže. A kako bi se dopremile masne kiseline do stanica putem krvi, potrebno je da se tvori spoj imena lipoprotein. Tako je složila tzv. Budwig dijetu (engl. Budwig protocol) gdje je osnovica prehrane dobro izmiješano ulje lanenih sjemenki (laneno ulje je ulje koje je najbogatije esencijalnim masnim kiselinama koje naš organizam ne može sintetizirati) sa svježim kravljim sirom (u Njemačkoj se preporuča skuta - njem. quark, austrijski topfen) koji je bogat aminokiselinama sa sumporom, metioninom i cisteinom. Na taj način u svoj organizam unosimo potrebni lipoprotein.
Također je shvatila da transmasne kiseline, koje se dobivaju hidrogenizacijom ulja, kao uljez ulaze u proces izgradnje stanice i njene respiracije, i tu respiraciju zagušuju. Njen je zaključak bio da se tako stanica počne ponašati anaerobno, kao gorivo postaje šećer umjesto kisika, i to je nastanak tumora.
Zbog toga je došla u sukob s industrijom margarina koja joj je onemogućila nastavak istraživanja. Kasnije je putem homeopatske prakse liječila ljude oboljele od raka svojim metodama (Budwig prehrana, sunčanje, izbjegavanje stresa, vegetarijanska prehrana s naglaskom na sirovu hranu). Prema dostupnim podacima, postotak izliječenja (iako su joj pretežno dolazili tzv. terminalni pacijenti) od tumora je bio visokih 90%!
Za svoja znanstvena postignuća sedam je puta bila nominirana za Nobelovu nagradu. Njena istraživanja, zaključke i uljno-proteinsku prehranu podržavaju liječnici: dr. Robert Willner ("The Cancer Solution"), dr. Dan C. Roehm ("Townsend Letter for Doctors"), dr. Ralph W. Moss, dr. William L. Fischer ("How to Fight Cancer & Win"), dr. Max Gerson. Također i organizacije " "People Against Cancer (SAD) i "Menschen gegen Krebs" (Njemačka).